# Balatucada
O Balatucada é um torneio de baterias universitárias organizado pela ABBC (Associação das Bandas, Blocos e Cordões). O torneio acontece desde 2009 e hoje conta com três etapas: a etapa Pré-Seletiva, a etapa Seletiva e a Etapa Principal. Nestas, as três primeiras colocadas das etapas inferiores sobem para o próximo grupo, enquanto as três últimas são rebaixadas.

## História
O Balatucada é um dos principais torneios de baterias universitárias do país, juntamente com o Interbatuc. O torneio foi criado no ano de 2009 e, em sua primeira edição, contou com oito diferentes baterias universitárias. Com o passar dos anos, a procura pela participação na competição cresceu, de modo que hoje o torneio conta com três diferentes etapas, cada uma delas, geralmente contando com dez baterias participantes. A Etapa Seletiva teve sua primeira edição em 2012, enquanto a Pré-Seletiva, no ano de 2014.
Na época de sua fundação, o Balatucada contava principalmente com a presença de baterias da capital de São Paulo. Entretanto, hoje também conta com diversas baterias do interior, do Paraná e de Minas Gerais.
A maior campeã é a Bateria S/A, da FEA-USP, contando com sete títulos.

## Funcionamento
Hoje, o Balatucada conta com três etapas. Na Etapa Pré-Seletiva, as três primeiras colocadas são promovidas à Etapa Seletiva. Na Seletiva, as três últimas são rebaixadas, enquanto as três campeãs são promovidas à Etapa Principal. Por fim, na Principal, as três piores colocadas caem de grupo, e o pódio é formado pelas três que conquistaram as maiores premiações possíveis dentro deste torneio.
Além da premiação por colocação, as baterias podem ser premiadas com estandartes. São premiadas as melhores alas de agogô, chocalho, tamborim, caixa, repique, surdos de marcação, surdos de terceira, além de melhor instrumento complementar e mestre.
Cada etapa da competição acontece em um fim de semana ao longo do ano, geralmente em uma quadra de Escola de Samba, e cada uma delas conta com diferentes jurados votados pelas baterias participantes, podendo estes serem desde ex-membros de baterias universitárias, até grandes nomes do Carnaval, como mestres de escolas, entre outros. Além disso, há um regulamento geral, mas que pode ter modificações para cada divisão, como por exemplo no tempo de apresentação, ou na presença ou não de descartes de notas.
Atualmente, os jurados julgam quatro critérios:
Nível de Dificuldade: trata do nível de exposição da bateria a erros, diante da complexidade e dificuldade dos arranjos propostos. Atualmente, metade dos jurados está responsável por avaliar este critério.
Execução: trata do desempenho da bateria ao longo de sua apresentação no que diz respeito à sua precisão técnica, avaliando-se o andamento (ocorrência de eventuais variações de andamento não propositais) e harmonia (sincronia dos sons emitidos por diferentes ritmistas ou naipes). Atualmente, metade dos jurados está responsável por avaliar este critério.
Equalização: trata do equilíbrio dos sons emitidos, respeitando características de timbres e volumes dos instrumentos, além da afinação e proporção dos instrumentos na bateria. Todos os jurados avaliam este critério.
Efeito Geral: trata do nível artístico da apresentação e de seus arranjos, pontuando apenas eventos criativos originais e avaliando a performance musical da bateria como um todo, além de sua capacidade de cativar quem assiste. Todos os jurados avaliam este critério.

## Baterias Participantes
Hoje, o Balatucada conta com 29 baterias participantes, sendo dez delas na Etapa Principal, nove na Seletiva e outras dez na Pré-Seletiva. São elas:
Etapa Principal: Bateria S/A (FEA-USP), Rateria (POLI-USP), Bateria ESPM (ESPM), Bateria do C7 (Engenharia UFPR), Tatubola (FGV), Bateria da Tourada (Engenharia UEPG), UFUteria (UFU), Bandida (EACH-USP), Epidemia (Engenharia e Arquitetura UEM) e Azzurra (Arquitetura São Judas).
Etapa Seletiva: Infanteria (UFABC), Bateria UFSCAR (UFSCAR), Batorada Vaca Magra (FAMERP), Tubatuque (Química-USP), BaterECA (ECA-USP), Bateria 51 (Medicina Unifesp), Medbloco (Medicina UFPR), Carniceiros (UTFPR Ponta Grossa) e Azzurra (Medicina Barretos). 
Etapa Pré-Seletiva: Imperial (Insper), Furiosa (UTFPR Cornélio Procópio), Einsteria (Medicina Einstein), Bateria Cásper Líbero (Cásper Líbero), Cherateria (Física, IAG e IPEN-USP), Ausculta (Medicina FASM), Desfibriladora (Med São Caetano), Demônios da Lagoa (Engenharia e Arquitetura UEL), Psicose (Medicina UFMG) e Inferno Azul (FATEC SP). 
Apenas quatro das oito baterias fundadoras ainda fazem parte da competição, sendo elas: Bateria S/A, ESPM, Rateria e Imperial.

### Ex-Participantes:
Além destas, muitas outras baterias também já participaram do Balatucada, algumas que inclusive já ocuparam pódio de alguma das etapas, como por exemplo: a Makossa (Comunicação Metodista), BAISF (Direito USP), Manda Chuva (FFLCH-USP), Bateria 22 (Direito PUC), Furiosa (Unesp Prudente), Malaguetta (Unifesp Guarulhos), Batucada Geral (USCS), Os Federais (Direito UFPR), Cachacina (UFTM), FundaSamba (Fundação Santo André), Farmatuque (Farmácia USP), Pirateria (Unifesp Osasco) e Mamuteria (EEL-USP).
Além delas, também já participaram: Limeteria (Unicamp Limeira), Infernal (UTFPR Campo Mourão), Batucaloco (Metodista), RapoZona (UTFPR Toledo), FEA PUC (FEA-PUC), Macabraria, BAM (Arquitetura Mackenzie), Batucogu (Medicina Unicamp), Lokoteria, Swing da Liberdade (FECAP), Unibloco (Medicina Unirio), Sancabum (Medicina UFSCAR), A Bateria, Integrada (Engenharia UFTM), Danada (Unifei), BaJeLo (IRI-USP), Ibateria, Comando Mackenzista (Direito Mackenzie), Leões da Unicid (Medicina Unicid), BOPP (Medicina USP), DUK (Fefisa), Bateria 13 (FMU), Tubatuque (UEL), Bateria São Camilo (São Camilo), Tatukada (Direito UEL), Maloca (Unifesp Diadema), Batucateia (Medicina Araraquara), entre outras.

## Edições

### Balatucada Principal
| Ano  | Local                                           | Campeã                                          | Vice-Campeã                                     | 3º Lugar                                        |
| ---- | ----------------------------------------------- | ----------------------------------------------- | ----------------------------------------------- | ----------------------------------------------- |
| 2009 | Rosas de Ouro                                   | S/A (1)                                         | Makossa (1)                                     | Rateria (1)                                     |
| 2010 | Camisa Verde e Branco                           | S/A (2)                                         | Rateria (1)                                     | ESPM (1)                                        |
| 2011 | Unidos do Peruche                               | Rateria (1)                                     | S/A (1)                                         | Tatu Bola (1)                                   |
| 2012 | Unidos do Peruche                               | S/A (3)                                         | ESPM (1)                                        | Rateria (2)                                     |
| 2013 | Tom Maior                                       | S/A (4)                                         | Rateria (2)                                     | ESPM (2)                                        |
| 2014 | Império de Casa Verde                           | S/A (5)                                         | Rateria (3)                                     | ESPM (3)                                        |
| 2015 | Império de Casa Verde                           | S/A (6)                                         | Rateria (4)                                     | ESPM (4)                                        |
| 2016 | X-9 Paulistana                                  | UFSCAR (1)                                      | Bandida (1)                                     | ESPM (5)                                        |
| 2017 | X-9 Paulistana                                  | Bandida (1)                                     | UFSCAR (1)                                      | ESPM (6)                                        |
| 2018 | Unidos do Peruche                               | UFSCAR (2)                                      | S/A (2)                                         | Infanteria (1)                                  |
| 2019 | Independente Tricolor                           | Infanteria (1)                                  | ESPM (2)                                        | S/A (1)                                         |
| 2020 | Não houve disputa devido à pandemia de COVID-19 | Não houve disputa devido à pandemia de COVID-19 | Não houve disputa devido à pandemia de COVID-19 | Não houve disputa devido à pandemia de COVID-19 |
| 2021 | Não houve disputa devido à pandemia de COVID-19 | Não houve disputa devido à pandemia de COVID-19 | Não houve disputa devido à pandemia de COVID-19 | Não houve disputa devido à pandemia de COVID-19 |
| 2022 | Rosas de Ouro                                   | S/A (7)                                         | Infanteria (1)                                  | ESPM (7)                                        |
| 2023 | Rosas de Ouro                                   | ESPM (1)                                        | Infanteria (2)                                  | Rateria (3)                                     |
| 2024 | Império de Casa Verde                           | Rateria (2)                                     | ESPM (3)                                        | S/A (2)                                         |
| 2025 | Império de Casa Verde                           |                                                 |                                                 |                                                 |

### Seletiva do Balatucada
| Ano  | Local                                           | Campeã                                          | Vice-Campeã                                     | 3º Lugar                                        |
| ---- | ----------------------------------------------- | ----------------------------------------------- | ----------------------------------------------- | ----------------------------------------------- |
| 2012 |                                                 | BAISF (1)                                       | Cásper Líbero (1)                               | UFSCAR (1)                                      |
| 2013 | Império de Casa Verde                           | Infanteria (1)                                  | Tatubola (1)                                    | UFSCAR (2)                                      |
| 2014 | Império de Casa Verde                           | Bandida (1)                                     | Bateria 51 (1)                                  | Manda Chuva (1)                                 |
| 2015 | Unidos de Vila Maria                            | Cherateria (1)                                  | Manda Chuva (1)                                 | Pirateria (1)                                   |
| 2016 | X-9 Paulistana                                  | Tatubola (1)                                    | Pirateria (1)                                   | Bateria 22 (1)                                  |
| 2017 | X-9 Paulistana                                  | Cásper Líbero (1)                               | BaterECA (1)                                    | Farmatuque (1)                                  |
| 2018 | Unidos do Peruche                               | Tatubola (2)                                    | Furiosa UNESP (1)                               | C7 (1)                                          |
| 2019 | Independente Tricolor                           | C7 (1)                                          | Farmatuque (1)                                  | BaterECA (1)                                    |
| 2020 | Não houve disputa devido à pandemia de COVID-19 | Não houve disputa devido à pandemia de COVID-19 | Não houve disputa devido à pandemia de COVID-19 | Não houve disputa devido à pandemia de COVID-19 |
| 2021 | Não houve disputa devido à pandemia de COVID-19 | Não houve disputa devido à pandemia de COVID-19 | Não houve disputa devido à pandemia de COVID-19 | Não houve disputa devido à pandemia de COVID-19 |
| 2022 | Independente Tricolor                           | Imperial (1)                                    | Epidemia (1)                                    | Tatubola (1)                                    |
| 2023 | Rosas de Ouro                                   | Tourada (1)                                     | Batorada Vaca Magra (1)                         | UFUteria (1)                                    |
| 2024 | Unidos do Peruche                               | Bandida (2)                                     | Epidemia (2)                                    | Azzurra (1)                                     |
| 2025 | Império de Casa Verde                           |                                                 |                                                 |                                                 |

### Pré-Seletiva do Balatucada
| Ano  | Local                                           | Campeã                                          | Vice-Campeã                                     | 3º Lugar                                        |
| ---- | ----------------------------------------------- | ----------------------------------------------- | ----------------------------------------------- | ----------------------------------------------- |
| 2014 | Acadêmicos do Tatuapé                           | Cherateria (1)                                  | Pirateria (1)                                   | Cachacina (1)                                   |
| 2015 | Não houve disputa neste ano.                    | Não houve disputa neste ano.                    | Não houve disputa neste ano.                    | Não houve disputa neste ano.                    |
| 2016 | X-9 Paulistana                                  | BaterECA (1)                                    | C7 (1)                                          | Malaguetta (1)                                  |
| 2017 | X-9 Paulistana                                  | Furiosa UNESP (1)                               | Mamuteria (1)                                   | Batucada Geral (1)                              |
| 2018 | Unidos do Peruche                               | Batorada Vaca Magra (1)                         | Tubatuque (1)                                   | Imperial (1)                                    |
| 2019 | Independente Tricolor                           | Os Federais (1)                                 | Epidemia (1)                                    | FundaSamba (1)                                  |
| 2020 | Não houve disputa devido à pandemia de COVID-19 | Não houve disputa devido à pandemia de COVID-19 | Não houve disputa devido à pandemia de COVID-19 | Não houve disputa devido à pandemia de COVID-19 |
| 2021 | Não houve disputa devido à pandemia de COVID-19 | Não houve disputa devido à pandemia de COVID-19 | Não houve disputa devido à pandemia de COVID-19 | Não houve disputa devido à pandemia de COVID-19 |
| 2022 | Independente Tricolor                           | Tourada (1)                                     | UFUteria (1)                                    | Batorada Vaca Magra (1)                         |
| 2023 | School of Rock                                  | Furiosa UTFPR (1)                               | Azzurra (1)                                     | Pirateria (1)                                   |
| 2024 | Unidos do Peruche                               | Medbloco (1)                                    | Carniceiros (1)                                 | Mamuteria (1)                                   |
| 2025 | Império de Casa Verde                           | Demônios da Lagoa (1)                           | Cherateria (1)                                  | Psicose (1)                                     |

## Campeãs
Abaixo, segue os títulos por bateria.
| Bateria           | Campeã Principal                             | Vice-Campeã Principal      | 3º Lugar Principal                           | Campeã Seletiva | Vice-Campeã Seletiva | 3º Lugar Seletiva | Campeã Pré | Vice-Campeã Pré | 3º Lugar Pré |
| ----------------- | -------------------------------------------- | -------------------------- | -------------------------------------------- | --------------- | -------------------- | ----------------- | ---------- | --------------- | ------------ |
| S/A               | 7 (2009, 2010, 2012, 2013, 2014, 2015, 2022) | 2 (2011, 2018)             | 2 (2019, 2024)                               | 0               | 0                    | 0                 | 0          | 0               | 0            |
| Rateria           | 2 (2011, 2024)                               | 4 (2010, 2013, 2014, 2015) | 3 (2009, 2012, 2023)                         | 0               | 0                    | 0                 | 0          | 0               | 0            |
| UFSCAR            | 2 (2016, 2018)                               | 1 (2017)                   | 0                                            | 0               | 0                    | 2 (2012, 2013)    | 0          | 0               | 0            |
| ESPM              | 1 (2023)                                     | 3 (2012, 2019, 2024)       | 7 (2010, 2013, 2014, 2015, 2016, 2017, 2022) | 0               | 0                    | 0                 | 0          | 0               | 0            |
| Infanteria        | 1 (2019)                                     | 2 (2022, 2023)             | 1 (2018)                                     | 1 (2013)        | 0                    | 0                 | 0          | 0               | 0            |
| Bandida           | 1 (2017)                                     | 1 (2016)                   | 0                                            | 2 (2014, 2024)  | 0                    | 0                 | 0          | 0               | 0            |
| Makossa           | 0                                            | 1 (2009)                   | 0                                            | 0               | 0                    | 0                 | 0          | 0               | 0            |
| Tatubola          | 0                                            | 0                          | 1 (2011)                                     | 2 (2016, 2018)  | 1 (2013)             | 1 (2022)          | 0          | 0               | 0            |
| Cásper Líbero     | 0                                            | 0                          | 0                                            | 1 (2017)        | 1 (2012)             | 0                 | 0          | 0               | 0            |
| C7                | 0                                            | 0                          | 0                                            | 1 (2019)        | 0                    | 1 (2018)          | 0          | 1 (2016)        | 0            |
| Cherateria        | 0                                            | 0                          | 0                                            | 1 (2015)        | 0                    | 0                 | 1 (2014)   | 1 (2025)        | 0            |
| Tourada           | 0                                            | 0                          | 0                                            | 1 (2023)        | 0                    | 0                 | 1 (2022)   | 0               | 0            |
| Imperial          | 0                                            | 0                          | 0                                            | 1 (2022)        | 0                    | 0                 | 0          | 0               | 1 (2018)     |
| BAISF             | 0                                            | 0                          | 0                                            | 1 (2012)        | 0                    | 0                 | 0          | 0               | 0            |
| Epidemia          | 0                                            | 0                          | 0                                            | 0               | 2 (2022, 2024)       | 0                 | 0          | 1 (2019)        | 0            |
| BaterECA          | 0                                            | 0                          | 0                                            | 0               | 1 (2017)             | 1 (2019)          | 1 (2016)   | 0               | 0            |
| Pirateria         | 0                                            | 0                          | 0                                            | 0               | 1 (2016)             | 1 (2015)          | 0          | 1 (2014)        | 1 (2023)     |
| Manda Chuva       | 0                                            | 0                          | 0                                            | 0               | 1 (2015)             | 1 (2014)          | 0          | 0               | 0            |
| Farmatuque        | 0                                            | 0                          | 0                                            | 0               | 1 (2019)             | 1 (2017)          | 0          | 0               | 0            |
| Batorada          | 0                                            | 0                          | 0                                            | 0               | 1 (2023)             | 0                 | 1 (2018)   | 0               | 1 (2022)     |
| Furiosa (UNESP)   | 0                                            | 0                          | 0                                            | 0               | 1 (2018)             | 0                 | 1 (2017)   | 0               | 0            |
| 51                | 0                                            | 0                          | 0                                            | 0               | 1 (2014)             | 0                 | 0          | 0               | 0            |
| UFUteria          | 0                                            | 0                          | 0                                            | 0               | 0                    | 1 (2023)          | 0          | 1 (2022)        | 0            |
| 22                | 0                                            | 0                          | 0                                            | 0               | 0                    | 1 (2016)          | 0          | 0               | 0            |
| Azzurra           | 0                                            | 0                          | 0                                            | 0               | 0                    | 1 (2024)          | 0          | 1 (2023)        | 0            |
| Os Federais       | 0                                            | 0                          | 0                                            | 0               | 0                    | 0                 | 1 (2019)   | 0               | 0            |
| Furiosa (UTFPR)   | 0                                            | 0                          | 0                                            | 0               | 0                    | 0                 | 1 (2023)   | 0               | 0            |
| Medbloco          | 0                                            | 0                          | 0                                            | 0               | 0                    | 0                 | 1 (2024)   | 0               | 0            |
| Demônios da Lagoa | 0                                            | 0                          | 0                                            | 0               | 0                    | 0                 | 1 (2025)   | 0               | 0            |
| Mamuteria         | 0                                            | 0                          | 0                                            | 0               | 0                    | 0                 | 0          | 1 (2017)        | 1 (2024)     |
| Tubatuque         | 0                                            | 0                          | 0                                            | 0               | 0                    | 0                 | 0          | 1 (2018)        | 0            |
| Carniceiros       | 0                                            | 0                          | 0                                            | 0               | 0                    | 0                 | 0          | 1 (2024)        | 0            |
| Cachacina         | 0                                            | 0                          | 0                                            | 0               | 0                    | 0                 | 0          | 0               | 1 (2014)     |
| Malaguetta        | 0                                            | 0                          | 0                                            | 0               | 0                    | 0                 | 0          | 0               | 1 (2016)     |
| Batucada Geral    | 0                                            | 0                          | 0                                            | 0               | 0                    | 0                 | 0          | 0               | 1 (2017)     |
| FundaSamba        | 0                                            | 0                          | 0                                            | 0               | 0                    | 0                 | 0          | 0               | 1 (2019)     |
| Psicose           | 0                                            | 0                          | 0                                            | 0               | 0                    | 0                 | 0          | 0               | 1 (2025)     |

## Ligações Externas
- BaterECA
- C7
- Farmatuque
- Imperial
- Pirateria
- Rateria
- S/A
- UFSCar